# Sven Meyer (Politiker)
Sven Meyer (* 1975 in Berlin) ist ein deutscher Politiker (SPD). Seit 2021 ist er Mitglied im Abgeordnetenhaus von Berlin.

## Leben
Nach dem Abitur 1995 studierte Meyer Philosophie, Geschichte und Politik an der Freien Universität Berlin mit Magisterabschluss 2005. Er wurde 2013 an der Universität Potsdam mit einer Arbeit Wie ist liberale Eugenik möglich? promoviert.
Beruflich war er im Deutschen Technikmuseum als Besucherbetreuer tätig. Daneben übte er verschiedene Dozententätigkeiten im Bildungsbereich aus.

## Partei und Politik
Meyer trat 2008 in die SPD ein. Bei der Abgeordnetenhauswahl 2021 erhielt er ein Mandat über die Bezirksliste Reinickendorf seiner Partei. Bei der Wiederholungswahl 2023 konnte er seinen Sitz im Abgeordnetenhaus verteidigen.
Im Februar 2025 wurde auf sein Parteibüro in Berlin-Tegel ein Farbanschlag mit migrationsfeindlichen Schriftzügen verübt.